# Wilhelm von Plüschow

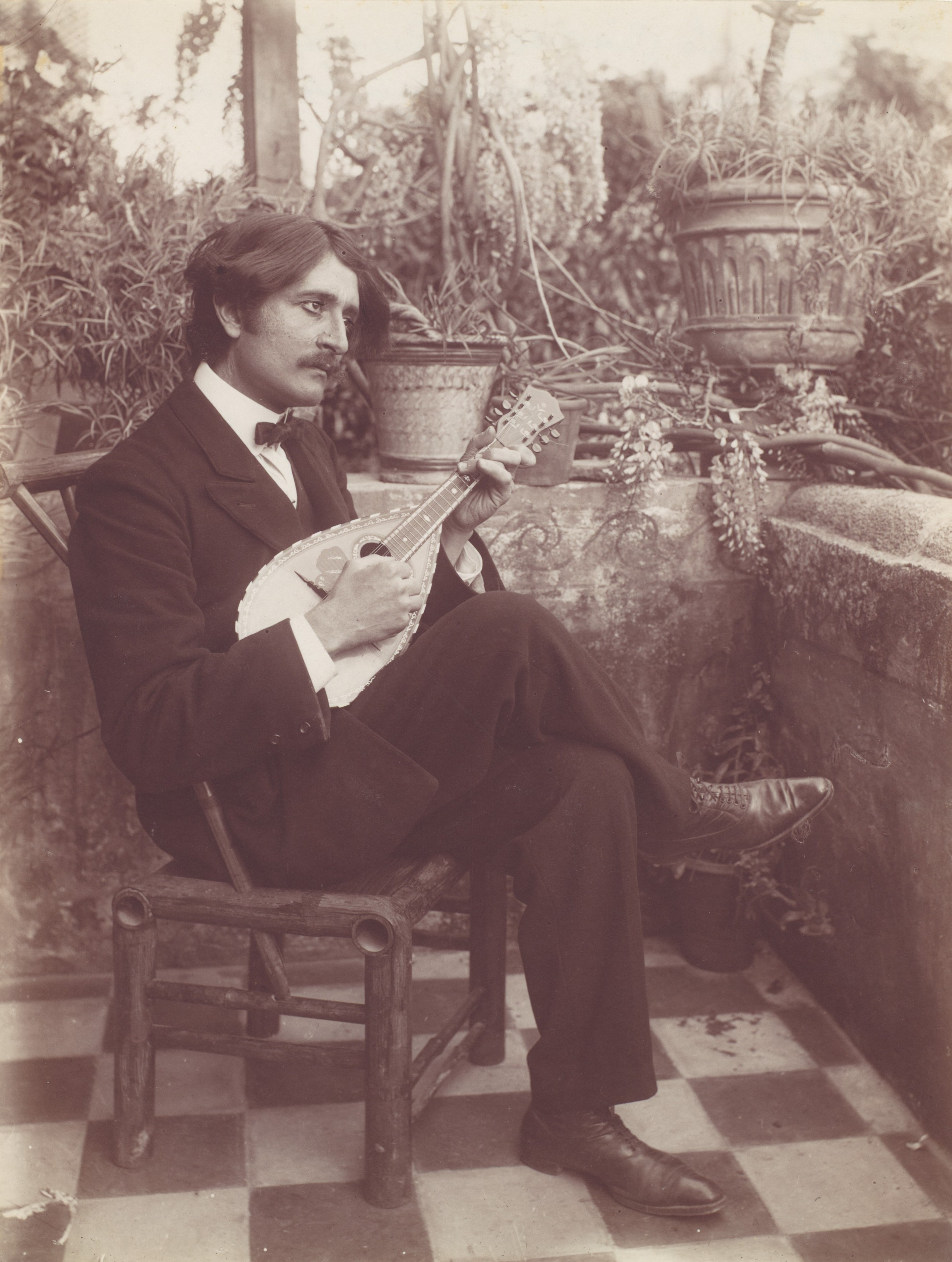
Wilhelm von Plüschow portrétovaný svým bratrancem Wilhelmem von Gloedenem, asi 1890

Guglielmo Plüschow (roz. Wilhelm von Plüschow; 18. srpna 1852 Wismar – 3. ledna 1930), byl německý fotograf, který se později přestěhoval do Itálie a stal se známý fotografickými akty převážně mužů, ale i žen. Byl bratrancem Wilhelma von Gloedena, který se o něco později než on začal také zabývat fotografií aktu a Plüschowa brzy zastínil. Plüschow byl několikrát v rozporu se zákonem a také v trestním řízení ve věcech dětí a mladistvých. Dnes jsou jeho fotografie uznávány za svou uměleckou hodnotu, i když jsou obecně považovány za poněkud nižší kvalitu než díla Wilhelma von Gloedena kvůli méně půvabnému zacházení se světlem a někdy formální kompozicí modelů.

## Životopis
Narodil se 18. srpna 1852 ve Wismaru jako nejstarší ze sedmi bratrů a sester. Jeho otec Friedrich Carl Eduard Plüschow byl nemanželské dítě velkovévody Fredericka Louise Mecklenburského a jeho rodina bydlela na zámku Plüschow.
Na začátku 70. let 19. století se odstěhoval do Říma a změnil si křestní jméno "Wilhelm" na italský ekvivalent "Guglielmo". Zpočátku vydělával na živobytí jako obchodník s vínem, ale brzy se vrátil k mužské a ženské fotografii aktu. Později působil také v Neapoli, mimo jiné uzavřel smlouvy na portrétování Nina Cesariniho, mladého milence barona Jacques d'Adelswärd-Fersena v jeho domě Villa Lysis na Capri.
Jedním z více slavných modelů Plüschowa byl Vincenzo Galdi, který byl pravděpodobně také Plüschowovým milencem. Galdi se později stal také fotografem a majitelem galerie umění.

## Galerie

Pompeje, hrob
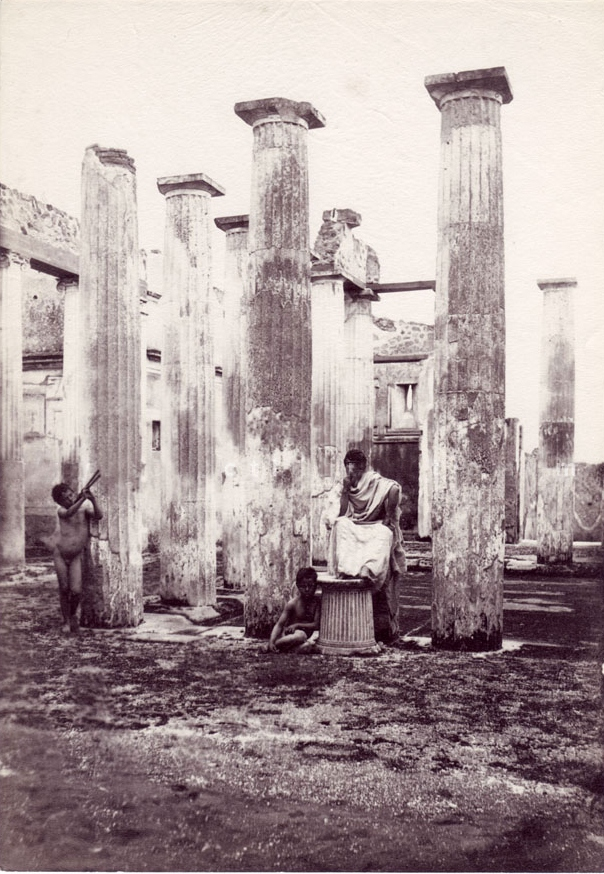
Pompeje
Pompeje
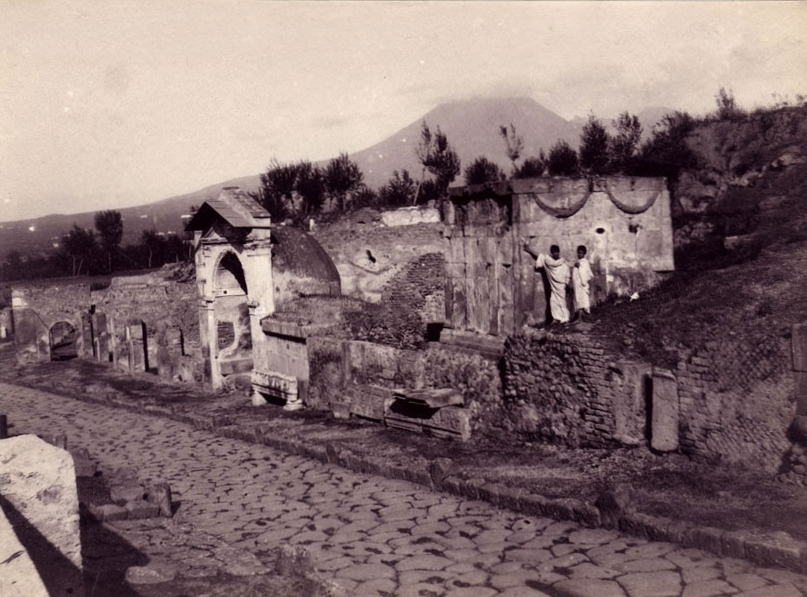
Pompeje
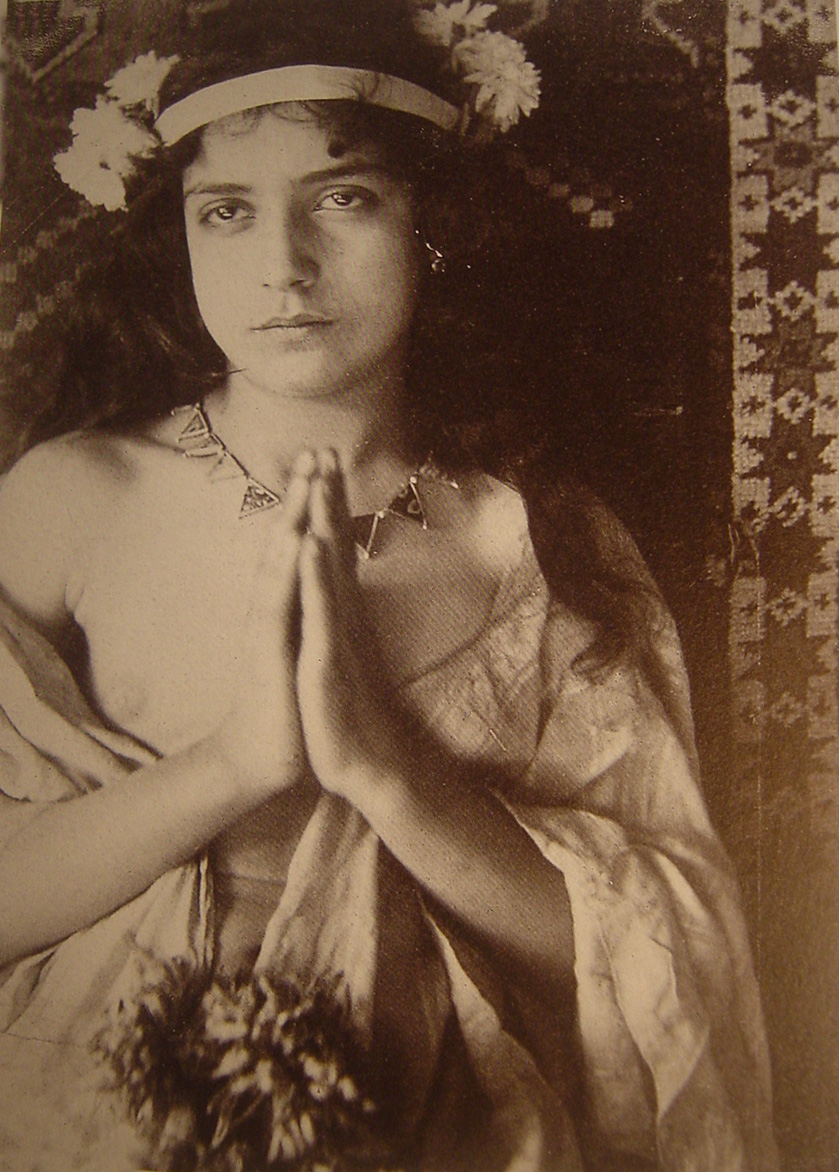
Poloakt ženy v modlitbě, Řím, asi 1900; secesní styl, který nebyl pro Plüschowa obvyklý; z katalogu výstavy na zámku Plüschow
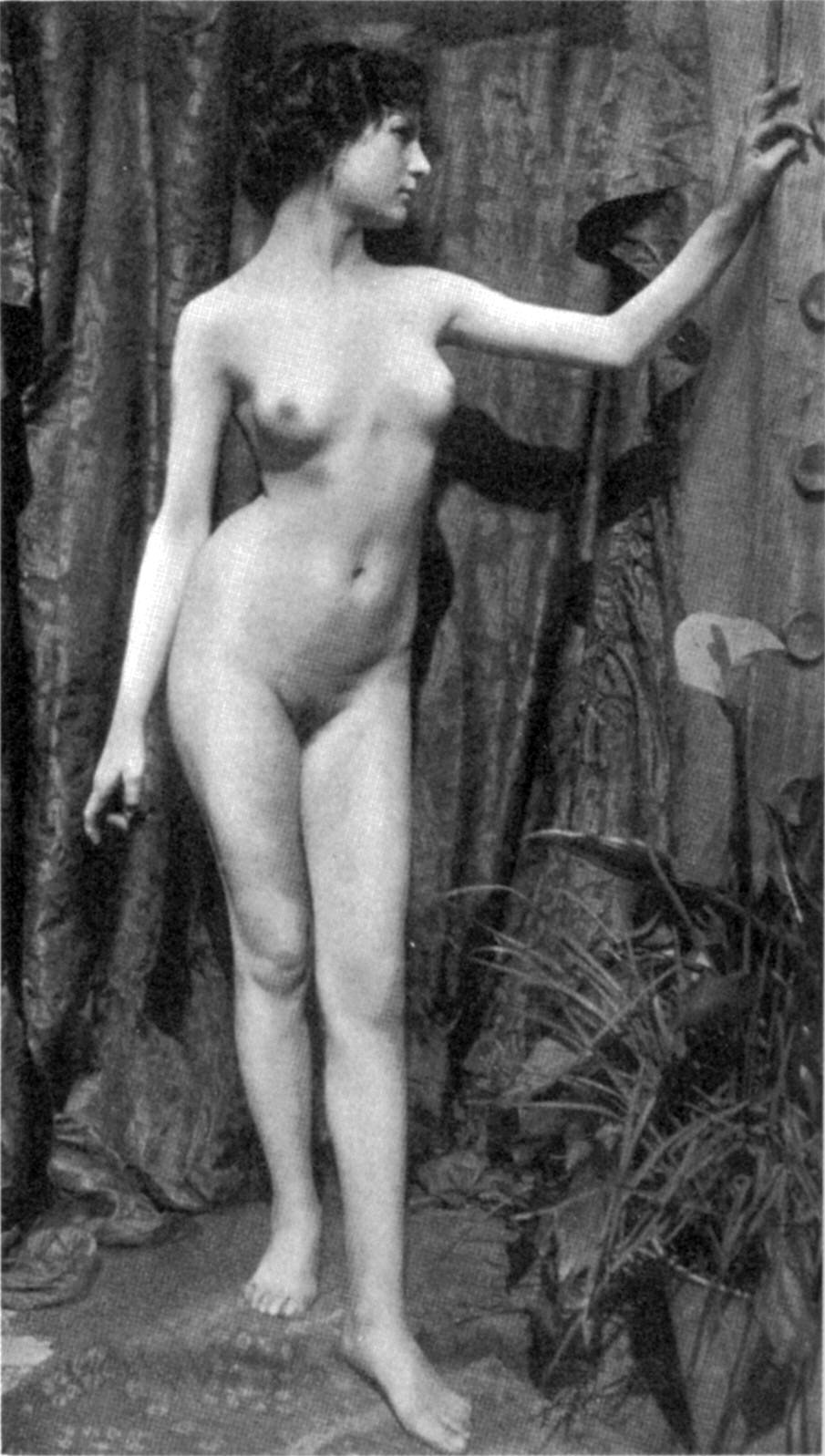
Z katalogu výstavy na zámku Plüschow
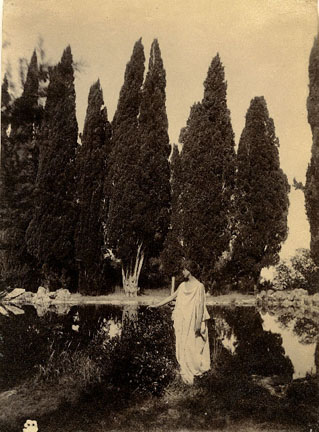
Zahalený chlapec u Villa Falconieri ve Frascati, asi 1890
"Tivoli, Villa d'Este"
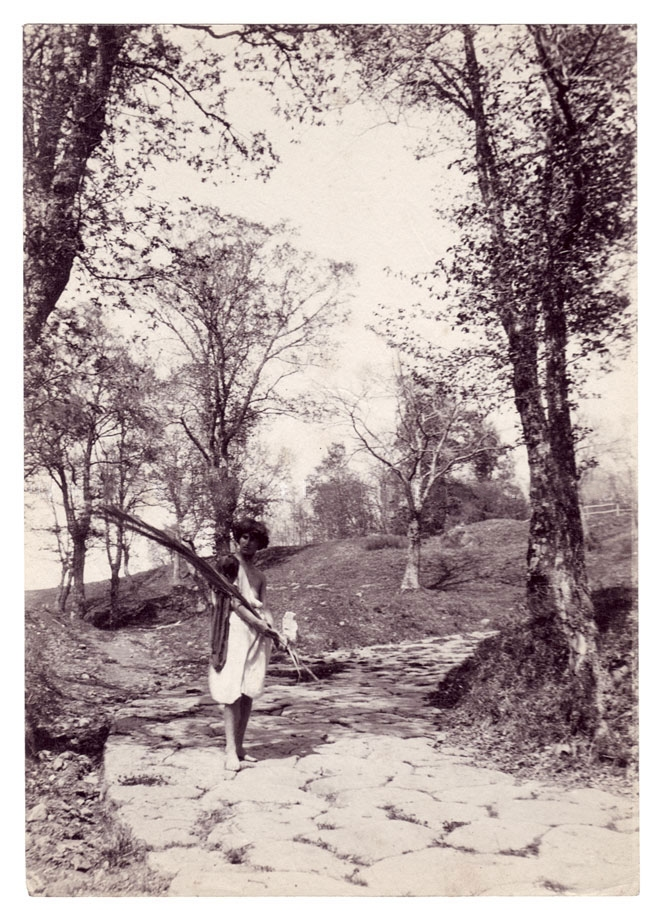
Cesta do města Tusculum
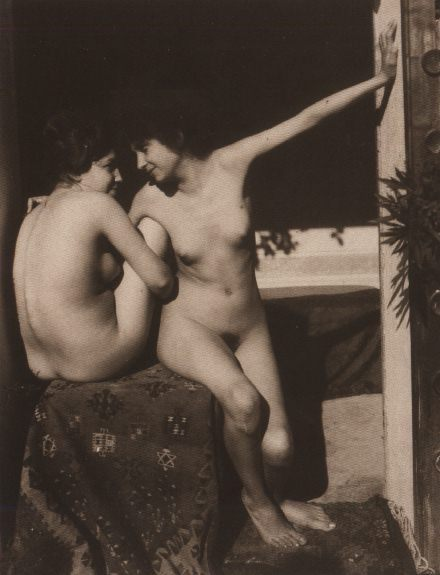
Dvě ženy, Řím, asi 1900
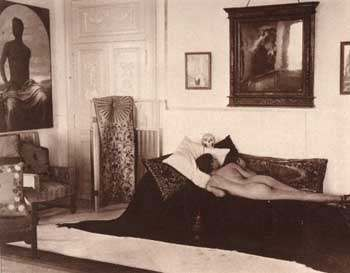
Nino Cesarini ve Villa Lysis
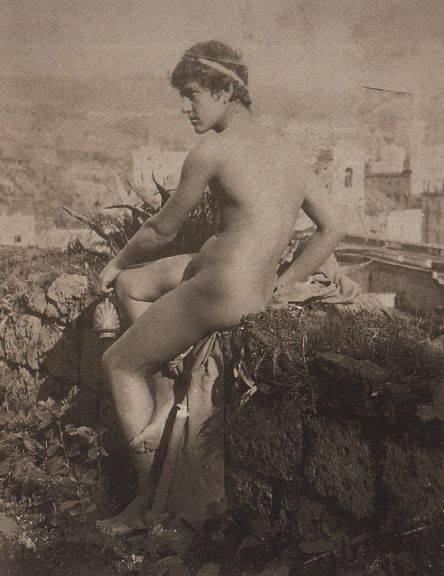
Vincenzo Galdi, Posillipo (Neapol), asi 1890

## Srovnání
Srovnání kompozic u různých autorů v různých dobách. Podobné kompozice vytvářeli Wilhelm von Gloeden, Fred Holland Day, Hippolyte Flandrin, Wilhelm von Plüschow, Gaetano D'Agata, Tony Patrioli nebo Robert Mapplethorpe.

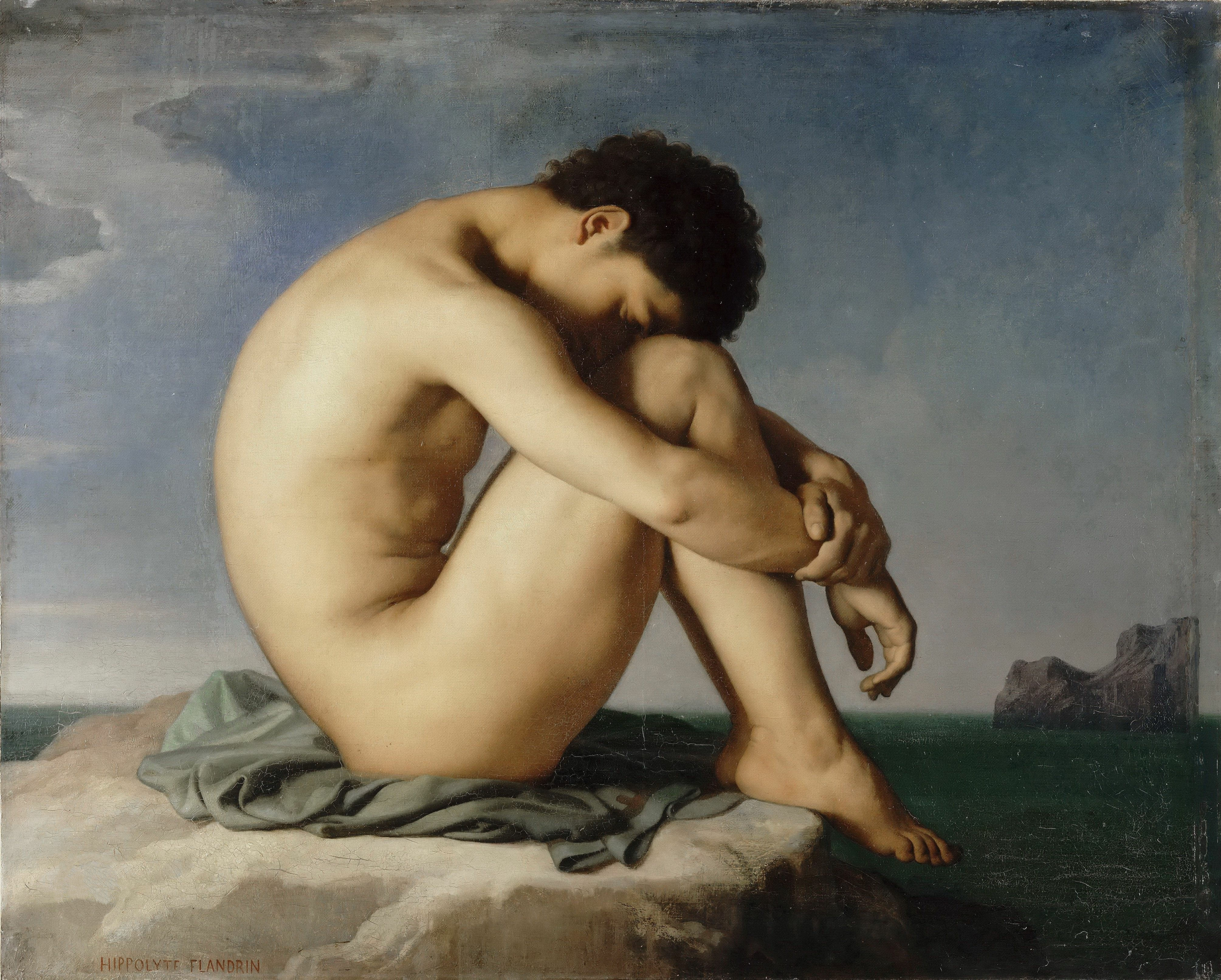
Hippolyte Flandrin (1805–1864): Mladík u moře, olej na plátně, 1855, Musée du Louvre, Paříž
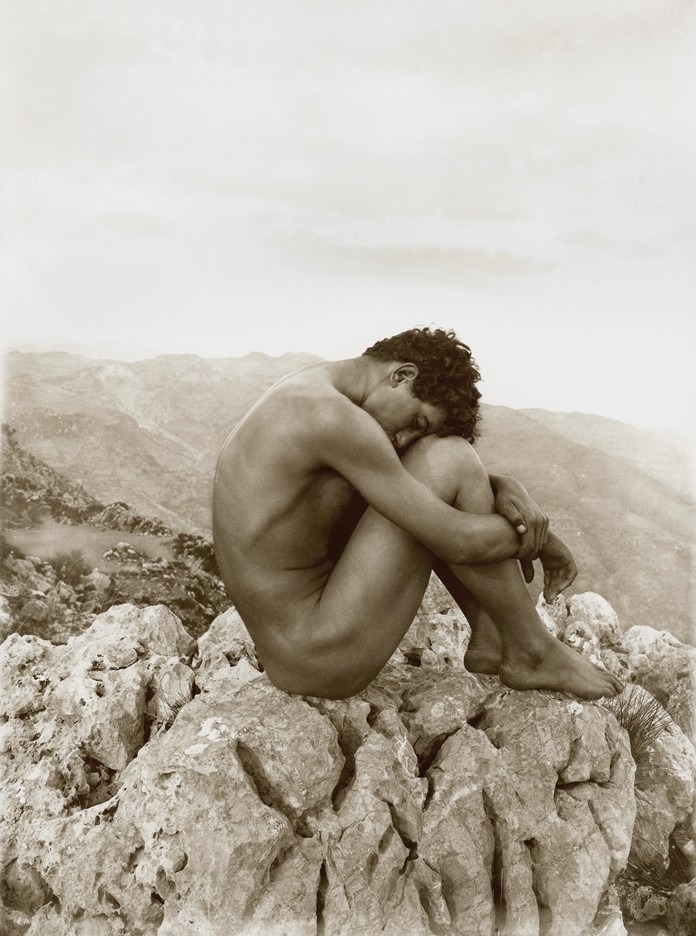
Wilhelm von Gloeden (1856–1931): Kain, asi 1902
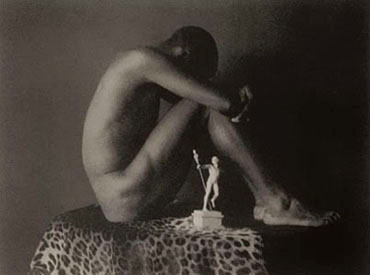
Fred Holland Day (1864–1933), Ebony and ivory
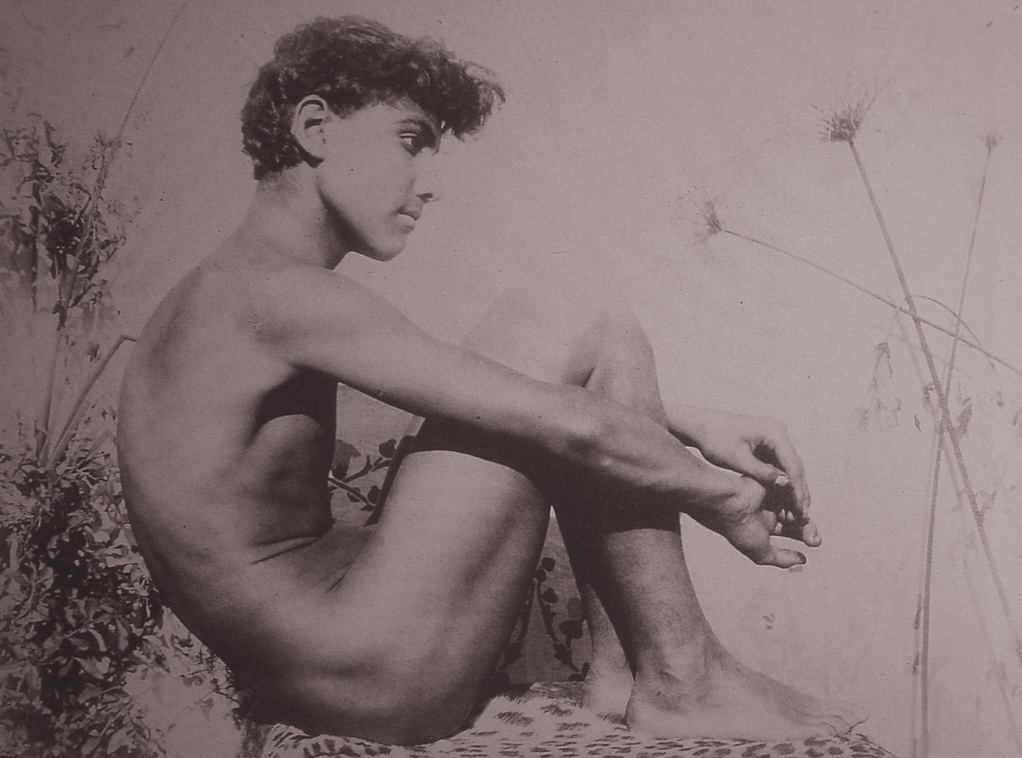
Wilhelm von Plüschow: Mužský akt, Řím, asi 1900